# Akysis variegatus
Akysis variegatus es una especie de pez de la familia Akysidae en el orden de los Siluriformes.

## Morfología
Los machos pueden llegar alcanzar los 4,3 cm de longitud total.

## Distribución geográfica
Se encuentran en Asia: norte de Borneo y cuenca del río Mekong. 